# Distretto di Wschowa
Il distretto di Wschowa (in polacco powiat wschowski) è un distretto polacco appartenente al voivodato di Lubusz.

## Geografia antropica

### Suddivisioni amministrative
Il distretto comprende 3 comuni.
- Comuni urbano-rurali: Sława, Szlichtyngowa, Wschowa